# 臺中動漫力
臺中動漫力是臺灣臺中市的同人誌即賣會，臺中市政府文化局主辦，是臺灣中部首次由政府主辦的動漫主題活動，2012年首辦，2016年停辦，2017年被臺中市政府新聞局主辦的台中國際動漫博覽會取代。

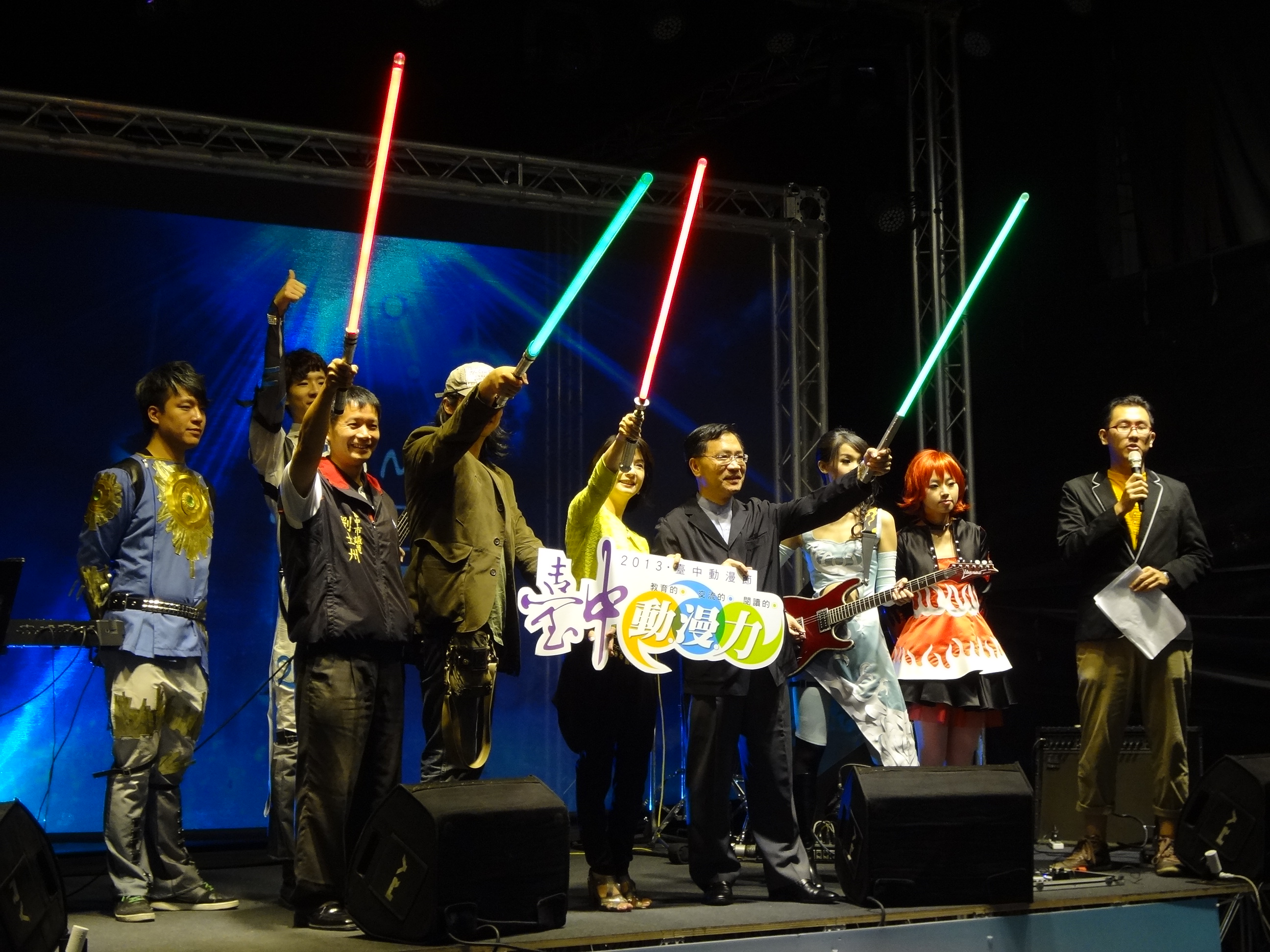
2013臺中動漫力開幕典禮

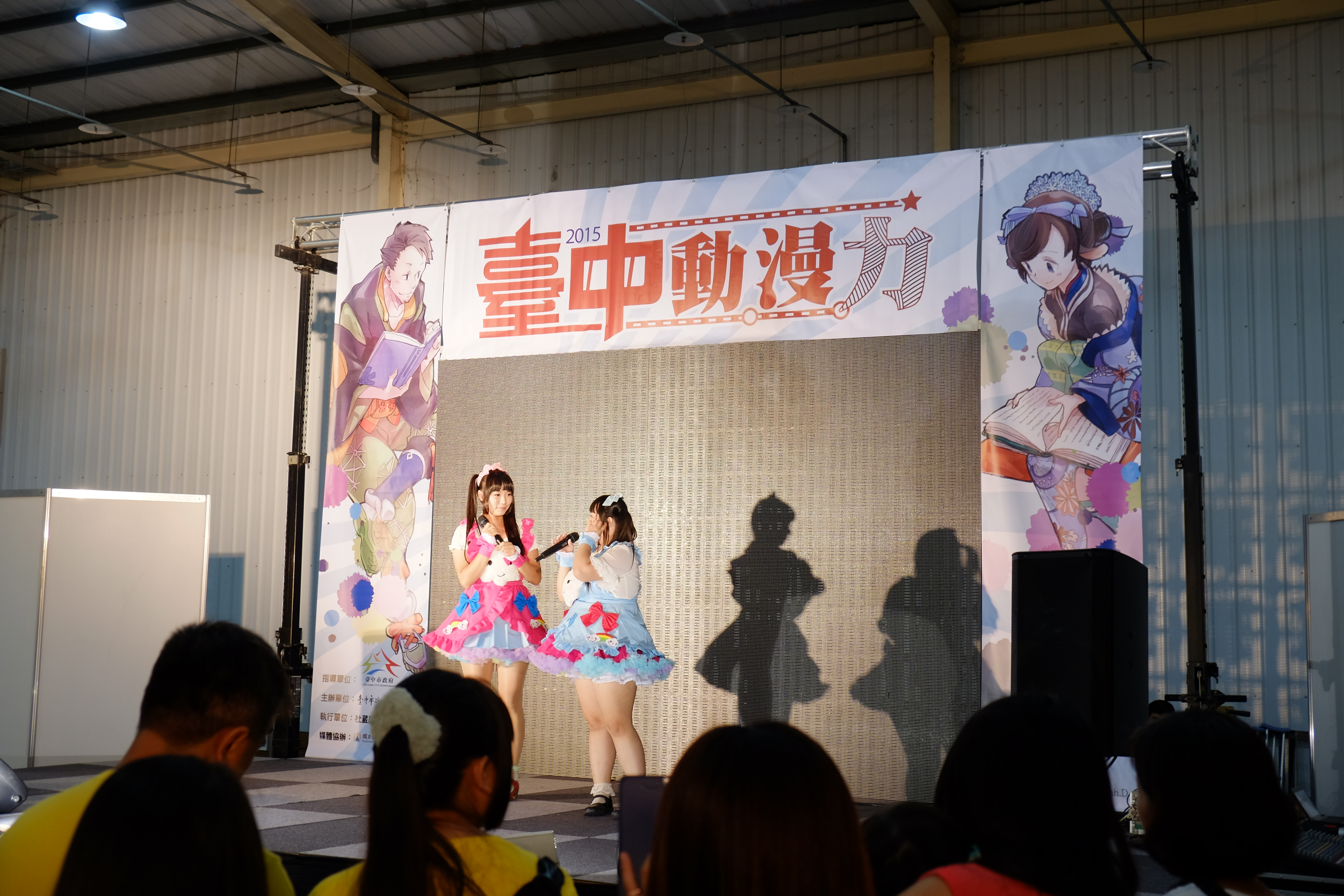
2015臺中動漫力舞臺活動

## 歷史
- 2012年7月14至15日，2012臺中動漫力於臺中市政府新市政大樓惠中樓一樓中庭與文心樓一樓中庭舉行。指導單位：臺中市政府；主辦單位：臺中市政府文化局；承辦單位：杜葳廣告、開拓動漫祭籌備委員會。特別來賓：尤加奈。
- 2013年11月16至17日，2013臺中動漫力於大臺中國際會展中心舉行。指導單位：臺中市政府；主辦單位：臺中市政府文化局；執行單位：杜葳廣告。特別來賓：能登麻美子。
- 2014年8月16至17日，2014臺中動漫力於大臺中國際會展中心舉行。指導單位：臺中市政府；主辦單位：臺中市政府文化局；執行單位：杜葳廣告。特別來賓：古谷徹。
- 2015年8月1至2日，2015臺中動漫力於大臺中國際會展中心舉行。指導單位：臺中市政府；主辦單位：臺中市政府文化局；執行單位：杜葳廣告；媒體協辦：國立教育廣播電臺。
- 2016年，臺中動漫力停辦。
- 2017年8月11日至9月24日，2017台中國際動漫博覽會在臺中文化創意產業園區雅堂館舉行，標榜「不以常見的日系漫畫cosplay活動為內容，而是以法國安古蘭國際漫畫節規格舉辦，透過藝術展方式引進台灣很少見到的歐洲漫畫內容，並推廣在地動漫文化特色與原創精神」[1]。指導單位：臺中市政府；主辦單位：臺中市政府新聞局；合辦單位：文化部文化資產局；承辦單位：杜葳廣告。
- 2018年7月13日至7月29日，2018台中國際動漫博覽會在臺中文化創意產業園區雅堂館舉行。指導單位：中華民國文化部、臺中市政府；主辦單位：臺中市政府新聞局；合辦單位：文化部文化資產局；承辦單位：杜葳廣告。
- 2019年8月9日至8月26日，2019台中國際動漫博覽會在文化部文化資產園區舉行。指導單位：中華民國文化部、臺中市政府；主辦單位：臺中市政府新聞局；合辦單位：文化部文化資產局；執行單位：加佳國際行銷。
- 2020年10月9日至10月18日，2020台中國際動漫博覽會在文化部文化資產園區國際展演館舉行。指導單位：中華民國文化部；主辦單位：臺中市政府新聞局；合辦單位：文化部文化資產局。
- 2022年8月20日至8月28日，2022臺中國際動漫博覽會在臺中驛鐵道文化園區舉行。主辦單位：臺中市政府新聞局；合辦單位：臺灣鐵路管理局、臺中驛鐵道文化園區；承辦單位：聯利媒體（TVBS）、開拓動漫。

## 外部連結
- 2015臺中動漫力
- 2012臺中動漫力的Facebook專頁
- 2013臺中動漫力的Facebook專頁
- 2014臺中動漫力的Facebook專頁